# Rhizoecus caesii
Rhizoecus caesii är en insektsart som beskrevs av Schmutterer 1956. Rhizoecus caesii ingår i släktet Rhizoecus och familjen ullsköldlöss.
Artens utbredningsområde är Tyskland. Inga underarter finns listade i Catalogue of Life.